# C'était à Rome
Pour les articles homonymes, voir When in Rome.
Pour plus de détails, voir Fiche technique et Distribution.
C'était à Rome (When in Rome) est un film américain réalisé par Mark Steven Johnson sorti le 29 janvier 2010 en Amérique du Nord et le 25 août 2010 en France directement en DVD.

## Synopsis
Beth (Kristen Bell), conservatrice, mène une vie professionnelle très réussie mais n'arrive pas à avoir une relation amoureuse durable. En apprenant que sa jeune sœur se marie sur un coup de tête à Rome, elle fait alors le voyage jusqu'à la capitale et récupère des pièces trouvées au fond d'une célèbre fontaine de l'amour. De retour aux États-Unis, elle découvre qu'une multitude de soupirants l'attendent. Les jeunes hommes dont elle a récupéré les pièces tombent immédiatement amoureux d'elle. En parallèle, Beth a rencontré Nick (Josh Duhamel) au mariage de sa sœur, le seul homme qui semble s'intéresser sincèrement à elle. Dès le début, ils se plaisent sans se l'avouer, surtout que Nick est un homme très timide. Des points communs ? Ils sont aussi maladroits l'un et l'autre et surtout, ils accumulent les échecs sentimentaux.

## Fiche technique
- Titre : C'était à Rome
- Titre original : When in Rome
- Réalisation : Mark Steven Johnson
- Scénario : Mark Steven Johnson, David Diamond, David Weissman
- Photographie : John Bailey
- Producteurs : Gary Foster, Andrew Panay, Rikki Bestall, Gary Barber, Roger Birnbaum
- Musique : Christopher Young
- Langues : anglais et italien

## Distribution
- Kristen Bell (VQ : Catherine Proulx-Lemay) : Elizabet « Beth » Martin
- Josh Duhamel (VQ : Patrice Dubois) : Nicholas « Nick » Beamon
- Alexis Dziena (VQ : Stéfanie Dolan) : Joan, sœur de Beth
- Luca Calvani (VQ : Silvio Orvieto) : Umberto, fiancé de Joan
- Kate Micucci (VQ : Émilie Bibeau) : Stacy
- Jon Heder (VQ : Philippe Martin) : Lance, le magicien de rue
- Dax Shepard (VQ : Éric Bruneau) : Gale, le prétendant égocentrique
- Will Arnett (VQ : Daniel Picard) : Antonio, l'artiste italien
- Anjelica Huston (VQ : Manon Arsenault) : Celeste, la patronne de Beth
- Peggy Lipton (VQ : Valérie Gagné) : Priscilla
- Bobby Moynihan (VQ : Louis-Philippe Dandenault) : Puck
- Don Johnson : père de Beth
- Lee Pace : Brady Sacks, ex petit copain de Beth
- Danny DeVito (VQ : Manuel Tadros) : Al
- Shaquille O'Neal : lui-même
- Lawrence Taylor : lui-même
- Judith Malina : la grand-mère d'Umberto
- Keir O'Donnell (VQ : Nicolas Charbonneaux-Collombet) : Père Dino
- Kristen Schaal (VQ : Sophie Martin) : Ilona

Source et légende : Version québécoise (V.Q.) sur Doublage Québec.
La version québécoise a été conservée à sa sortie en France

## Anecdotes
C'était à Rome est un remake de La Fontaine des amours réalisé par Jean Negulesco, sorti en 1954.